# Irena Creed
Irena Creed es una profesora de biología canadiense y directora ejecutiva de la Escuela de Medio Ambiente y Sostenibilidad de la Universidad de Saskatchewan. Creed estudia los impactos del cambio climático global en las funciones y servicios del ecosistema, centrándose específicamente en la hidrología de las cuencas de agua dulce. Es una de las expertas mundiales más destacadas en el campo de los recursos hídricos, y dirige varios proyectos de investigación como el secuestro de carbono y nutrientes de los humedales.

## Trayectoria
Creed realizó sus estudios universitarios en la Universidad de Toronto, donde se graduó con honores en la Licenciatura en Ciencias de la Zoología, en la especialización de Botánica. Luego estudió un Master en Ciencias de la Botánica y Ciencias Ambientales, y finalmente, obtuvo un doctorado en Geografía. Creed se convirtió en becaria postdoctoral en la Universidad de Alberta, donde estudió estrategias de gestión forestal y sus impactos en los ecosistemas circundantes. 
De 1998 a 2017, Creed fue profesora en los departamentos de Biología y Geografía de la Western University. A partir de ese momento, se convirtió en la directora ejecutiva de la Escuela de Medio Ambiente y Sostenibilidad de la Universidad de Saskatchewan. Creed sigue siendo profesora adjunta en la Western University y también da clases en la Universidad de Guelph y en el Instituto del Agua, Medio Ambiente y Salud de la Universidad de Naciones Unidas.
La investigación de Creed se basa en la salud planetaria, tanto local como global. Específicamente, se enfoca en la hidrología y los impactos del agua en los ecosistemas circundantes. Su trabajo se centra en involucrar más al agua en las discusiones sobre el manejo forestal, y analiza el papel del agua en los ecosistemas terrestres y en los acuáticos, centrándose específicamente en las cuencas del río Saskatchewan, de los Grandes Lagos y del río San Lorenzo. Por todo ello, dirigió una colaboración sin precedentes llamada el Proyecto de Futuros de los Grandes Lagos, llevada a cabo entre investigadores de los Estados Unidos y Canadá. El proyecto fue una evaluación interdisciplinar de las futuras prácticas de gestión en el área de los Grandes Lagos.
Creed también trabaja a escala global y ha participado en múltiples informes internacionales sobre el cambio climático, incluido uno para la Academia Nacional de Ciencias de Estados Unidos, otro para el Panel Global de Expertos Forestales y la Unión Internacional de Organizaciones de Investigación Forestal.

### Contribuciones
Creed ha estudiado los efectos hidrológicos del ciclo de nutrientes en los ecosistemas forestales. Utilizando una metodología y estadísticas únicas, Creed y su equipo descubrieron la variación de la deposición de nutrientes en las cuencas y su liberación a la atmósfera. Esta información era desconocida por los científicos, concretamente el hecho que las tormentas de verano provocan la liberación de nitrógeno a la atmósfera, lo que explica por qué las cuencas a menudo carecen de nitrógeno en los meses de esta época del año. Creed ha compartido este trabajo tanto con otros científicos como con los responsables políticos que trabajan en el manejo forestal. 
También ha tenido un impacto significativo en la región de los Grandes Lagos con su trabajo en la gestión de riesgos, que combina ciencia y política. Este trabajo utilizó las herramientas de la Organización Internacional para la Normalización (ISO, por sus siglas en inglés) para comprender mejor los riesgos asociados con la extracción de recursos naturales en la región. Creed también ha utilizado herramientas ISO en otros trabajos para acceder al riesgo en las técnicas de gestión de ecosistemas en un clima cambiante.